# 趙曉音
趙曉音，新北市泰山幸福教會主任牧師，反同性婚姻運動者，曾任下一代幸福聯盟法務，惟在好友四叉貓和與其相關的不同陣營起衝突後，宣布退出下福盟。
因任職於五股禮拜堂時，為少年「進行釋放禱告」之影片遭上傳，遭網友以「驅魔」為題瘋傳而知名，而趙曉音曾為此多次澄清，並蒐證揚言要對網友提告。

## 生平
趙曉音自幼篤信基督教，銘傳商專大眾傳播科畢業後，曾任記者、法務專員。本希望成為律師，但後來投身傳道，成為牧師。
2015年，因其在五股禮拜堂，為沉迷網路遊戲的少年進行釋放禱告的錄影，遭網友以「驅魔」為題上傳而知名。

## 反同性婚姻
趙曉音曾多次在臉書上呼籲反對民法修改同性婚姻，並且投身反對同性婚姻運動，擔任下一代幸福聯盟的法務，1226立院陳情活動負責人，並因此遭到警方以違反《集遊法》26條移送，北檢調查後做出不起訴處分。

## 與同志互動
趙曉音雖然為反同婚運動領導者之一，但自2016年12月3日之下一代幸福聯盟於凱道舉辦之反同婚活動開始，便與知名的挺同婚同志四叉貓互動頻繁，趙稱其為「可愛的、配合大會的同志」。自此之後，兩人時常於反同婚活動場合互動，甚至四叉貓曾自備沙發床一類誇張之道具，在活動中一起敷面膜，自嘲為「護膚盟」。2016年12月28日，趙曉音遭束帶捆綁之事提告，四叉貓亦路過綁上束帶聲援。
除在反同婚活動場合，兩人私下也有聚餐互動，趙曉音因而遭到部分反同婚人士指稱為奸細。
2018年花東彩虹嘉年華，發生反同教會旗下揚帆協會霸凌挺同店家「葉子廚房」，要求老闆刪除挺同打卡、要求老闆不要幫同志活動開前導車的事件。趙曉音牧師偕反同教會，對揭露霸凌事件的東華大學學生、以及撰文批評的專欄作家潘寬 （页面存档备份，存于），還有轉貼發文的綠黨提告提告妨害名譽，結果民事刑事通通失敗。

## 退出下一代幸福聯盟
2017年3月22日，四叉貓在麥當勞台北市某分店巧遇赴疾管署抗議後的滿天星素人連線人士，因拿出手機自拍引發衝突，遭控跟蹤。後台北市政府警察局忠孝東路派出所出面協調，又因被誤傳引發爭議，使忠孝東路派出所所長林俊燁公開蒐證影片澄清。23日，人在美國的趙曉音於臉書發文聲援四叉貓，指四叉貓「只會跟蹤食物」；此一聲援引發滿天星素人連線的不滿，揚言要讓趙曉音「永遠閉嘴」，趙憤而提告。3月31日，趙曉音於臉書發表聲明，退出下一代幸福聯盟。趙曉音在接受新頭殼電話訪問時表示，因其與四叉貓的打賭才引發麥當勞之爭議，為了對朋友負責且避免反同團體間之對立，因而退出下福盟，並表示未來會把重心放在監督性平教材上，會更多傾聽同志的聲音。

## 爭議
退出下一代幸福聯盟之後，趙曉音與四叉貓頻繁互動，並堆對時事與教會事務發表意見。時常在社群網站上發文批評靈恩派牧者，並以郭美江為例，提醒基督徒有病就要看醫生，不要光靠禱告延誤治療。
2021年3月17日遭媒體報導牧師趙曉音遭控信仰霸凌，強逼信徒催吐嘔血稱「驅魔」。對於此報導告上法院，但於2021年10月6日遭駁回。
趙曉音對政府新冠肺炎疫苗政策有諸多意見。2021年11月因王必勝婚外情事件，表達對其妻之崇拜，大罵王必勝是渣男。2022年1月，因禾馨診所涉詐保，表示早想投書揭發。

## 著作
- 2012，《走出黑暗--權能釋放醫治事工實用指南》，趙曉音，榮益出版社，ISBN 9789868771321。
- 2014，《驢子不是先知》，趙曉音，榮益出版社，ISBN 9789868940437。
- 2019，《小心魔鬼很會演》，趙曉音，以琳出版社，ISBN 9789868526662。

## 外部連結
- 趙曉音的Facebook專頁 （繁體中文）